# Manila Luzon
Karl Philip Michael Westerberg (Cottage Grove, Minesota; 10 d'agost de 1981), més conegut pel seu nom artístic Manila Luzon, és una drag queen, celebritat, comediant i artista televisiva estatunidenca. És famosa per ser la subcampiona de la tercera temporada de RuPaul's Drag Race i per ser concursant de la primera i quarta temporada de RuPaul's Drag Race All Stars. El seu nom és un joc de paraules entre la capital filipina (Manila) i l'illa més gran del país (Luzon) on la seva mare va néixer. Encara que Manila Luzon és de Minesota, resideix a Los Angeles.

## Després de Rupaul
La publicitat generada per la seva participació en el programa li va brindar moltes oportunitats noves per a actuar en diversos esdeveniments LGBT en la desfilada de la Festa de l'Orgull Gai de Nova York i de Vancouver. A més, advoca per lluitar contra el VIH. D'altra banda, va aparèixer en un anunci de Gilead Sciences anomenat "Xarxa Ribbon Runway" al costat de les seves companyes de Drag Race, Carmen Carrera, Delta Work, Shangela i Alexis Mateo. El vestit que va portar en l'anunci va ser subhastat per la cadena de televisió Logo en commemoració del Dia Mundial contra el VIH i els diners recaptats va ser donat a l'Associació Nacional de Persones amb sida.
El 2011 Luzon, al costat de Carmen Carrera i Shangela, van aparèixer en un anunci de televisió per a la pàgina de viatges Orbitz. A més d'això, ella i Shangela també van fer una secció de notícies d'entreteniment per a US Weekly on parlaven d'homes famosos actuals i sobre com serien si fossin drag queens.
L'agost del 2012, NiniMomo, una companyia amb seu en Long Island que s'especialitza en nines de moda, va llançar una nina que s'assemblava a Luzon i portava el famós vestit de pinya que va portar en RuPaul's Drag Race, convertint-se així en la primera nina d'una drag queen. Dos anys després, un parell de fanes de Manila van produir la seva pròpia nina Manila Luzon impresa en 3D.
Realitza una petita aparició en la temporada 2 episodi 5 i en la temporada 4 capítol 1, de la sèrie LGTBI+ Eastsiders, on també participa una altra exconcursante de RuPaul's Drag Race, Willam, que té un petit paper en la sèrie.

### RuPaul's Drag O
Manila va ser professora de RuPaul's Drag O. Va aparèixer en tres episodis i va ajudar a transformar a una mestressa de casa a la recerca d'un canvi d'imatge en el primer episodi, la segona vegada que va estar en el programa es va fer un concurs de lesbianes que va acabar guanyant i en la seva tercera aparició com a professora de drag va ajudar la seva germana Rachel a transformar-se en drag.

### RuPaul's Drag Race: All Stars
El 6 d'agost de 2012 es va anunciar que Manila era una de les dotze participants de Drag Race seleccionades per a unir-se al ventall de All Stars 1, que es va estrenar en Logo el 22 d'octubre de 2012. Juntament amb Latrice Royale, van formar l'Equip Latrila, encara que el duo va ser eliminat en el tercer episodi que es va emetre el 5 de novembre de 2012 cosa que va fer que acabessin en el setè i vuitè lloc respectivament. La seva eliminació va ser una de les moltes crítiques que es va emportar la primera edició de All Stars.
Abans de l'emissió del final de temporada Luzon juntament amb altres concursants de All Stars (entre elles Raven, Latrice Royale i Tammie Brown) van aparèixer en un nou anunci de televisió per a la nova pàgina web de viatges Orbitz per a viatges de plaer LGBT. després d'aquesta temporada de RuPaul's Luzon es va convertir juntament amb Pandora Boxx i Yara Sofia en un personatge del joc per a mòbil "RuPaul's Drag Race: Dragopolis".
El 9 de novembre de 2018 es va anunciar que Manila Luzon tornaria a All Stars 4, juntament amb la seva companya d'equip d'All Stars 1 Latrice Royale, però aquesta vegada competirien per separat en lloc de com a equip. Però no obstant això, malgrat ser la favorita de la temporada amb tres victòries, Manila va ser eliminada per Naomi Smalls en el vuitè episodi de la temporada, que es va emetre l'1 de febrer de 2019 cosa que va fer que acabés en sisena posició
Encara que aquí no van acabar les seves aparicions en RuPaul's ja que va aparèixer com a convidada per al primer desafiament en l'estrena de la temporada 11 de Drag Race i va haver-hi certa polèmica pel fet que no van deixar que Manila Luzon es posés un vestit que portava una compresa usada.

### MTV'sMade
El 12 d'octubre del 2012, Luzon va aparèixer en un episodi de la sèrie MTV Made, on va ser mentora d'un jove drag, al qual aquesta experiència li va permetre explorar el seu alter ego drag que preparava per a la Marxa de l'Orgull Gai de la Ciutat de Nova York.

### Música
El 8 de novembre de 2011 Manila va llançar el seu primer senzill "Hot Couture", el seu segon senzill, "Best XXXcessory" que va sortir el 21 d'agost del 2012 i el tercer senzill, "The Chop", va ser un duo amb Latrice Royale que es va publicar el 6 de novembre de 2012, un dia després de l'episodi de la seva eliminació de RuPaul Drag Race: All Stars.
D'altra banda, Luzon al costat d'altres participants de Drag Race van aparèixer en el videoclip "Queen" de la banda Xelle de Mimi Imfurst.
Manila Luzon a més va decidir treure el 30 de setembre de 2014 el seu nou senzill "Eternal Queen", que està dedicat a la seva parella morta, Sahara Davenport. El vídeo va tenir més de 30,000 visites en menys d'una setmana.
Al novembre de 2018, el músic indie VEL va llançar el senzill "Where My Man At" amb Luzon i l'exconcursant de la temporada 9 i temporada 10 de RuPaul's Eureka O'Hara. Les dues drags a més també apareixen en el videoclip de la cançó, al costat de Thorgy Thor, Ginger Minj i Trinity The Tuck.
L'1 de febrer de 2019 Luzon va llançar el seu senzill "Go Fish" juntament amb el videoclip. En el vídeo surt la concursant de All Stars 4 Naomi Smalls, l'espòs de Luzon, i les Heathers, un grup de participants de Drag Race 3, que al costat de Luzon està format per Tall, Delta Work i Carmen Carrera. Després de la polèmica expulsió de Manila en la temporada quatre d'All Stars, el vídeo va rebre més de 300,000 reproduccions en menys de 24 hores, convertint-se així en el vídeo més vist publicat per una Drag Race.
Manila Luzon va contribuir a més en la compilació dels àlbums Christmas Queens, sent el més recent Christmas Queens 4 (2018).

## Vida privada
Manila va ser resident a Nova York durant molt de temps on vivia amb el seu nuvi Antoine Ashley (Sahara Davenport), però després de la mort d'aquest a causa d'un atac al cor Manila es va mudar a Los Angeles el 2013.
Al novembre de 2016 li va proposar matrimoni al seu nuvi Michael Álvarez conegut com Mic J Rez i el 24 de desembre del 2017 la parella es va casar en la capella Silver Bells. Un imitador d'Elvis va oficiar les noces.